# シャボン玉ミコちゃん
『シャボン玉ミコちゃん』（シャボンだまミコちゃん）は、1962年4月2日から同年11月12日まで、朝日放送の製作により、TBS系列局で放送されていたテレビドラマである。共進社油脂工業（現・牛乳石鹸共進社）の一社提供。全33話。放送時間は毎週月曜 20:00 - 20:30 （日本標準時）。

## 概要
下宿屋「ペンペン荘」を舞台に、「ペンペン荘」の主人・益田右門の娘である高校生・益田三枝子、通称「ミコちゃん」を主人公にして、三枝子の友達仲間「シャボン玉グループ」と、行きつけのスナックバー「ぼんやり」のマスター・旗本照夫などが繰り出す、若さあふれるドラマ。
主演の弘田三枝子は、本作の終了後も引き続き共進社油脂工業提供の『花の番地』に出演していた。出演者兼脚本担当の前田武彦は、同じく共進社油脂工業提供の『シャボン玉ホリデー』（日本テレビ）の脚本を担当していたが、本作担当のため、『シャボン玉ホリデー』のメインの座を青島幸男に譲って降板した。

## 出演者
- 益田三枝子：弘田三枝子
- 益田右門：益田喜頓
- 坂田一也：小坂一也
- 旗本照夫：旗照夫
- マリ（三枝子の親友）：園まり
- 前田武彦
- ほか

## スタッフ
- 脚本：前田武彦、中原弓彦
- 演出：柳井満

## 主題歌
- シャボン玉ミコちゃん（歌：弘田三枝子）